# Тазетдинов, Минсеит Тимергалиевич
Минсеит Тимергалиевич Тазетдинов (18 февраля 1960, Чкаловское, Чувашская АССР — 15 ноября 2024) — советский и российский спортсмен, борец греко-римского стиля, Мастер спорта СССР международного класса, чемпион СССР 1984 года и Европы 1984 года, серебряный призёр чемпионата Европы и чемпионата мира 1985 года.

## Биография

### Происхождение
По национальности татарин.

### Спортивная карьера
Борьбой начал заниматься в 1973 году под руководством преподавателя физкультуры Карима Кияметдиновича Юсупова и Нуриаздана Минулловича Алеева. С 1977 года начал заниматься в Ульяновске у заслуженного тренера СССР Анатолия Ивановича Винника, в годы службы в армии занимался у заслуженного мастера спорта и заслуженного тренера СССР Александра Григорьевича Мазура.
Умер 15 ноября 2024 года после продолжительной болезни в Ульяновске в возрасте 64 лет.

## Спортивные достижения
в 1979 году
- 1 место на международном турнире в Румынии

в 1981 году
- 1 место на первенстве СССР среди молодежи в Тюмени
- 1 место на международном турнире в Румынии

в 1983 году
- 3 место на чемпионате СССР — 8-й Спартакиады народов СССР
- 1 место на международном турнире в Болгарии

в 1984 году
- 1 место на чемпионате СССР в Минске
- 1 место на чемпионате Европы в Швеции
- 1 место на Кубке мира в Финляндии
- 1 место на международном турнире в Болгарии
- 1 место на международном турнире в Чехословакии
- 1 место на международном турнире в Норвегии

в 1985 году
- 2 место на чемпионате СССР в Красноярске
- 2 место на чемпионате Европы в ГДР
- 2 место на чемпионате мира в Норвегии
- 1 место на международном турнире Памяти И. Поддубного
- 1 место на международном турнире в Норвегии
- 1 место на международном турнире в Германии
- 1 место на международном турнире в Швеции

в 1986 году
- 2 место на чемпионате СССР в Омске
- 1 место на международном турнире Памяти И. Поддубного